# 佐賀県立金立特別支援学校
佐賀県立金立特別支援学校（さがけんりつ きんりゅうとくべつしえんがっこう）は、佐賀県佐賀市金立町にある肢体不自由特別支援学校。本校舎と「佐賀整肢学園」の園児が通う分校舎がある。本校舎の一部が佐賀市大和町との境目をまたいでいる。

## 所在地
- 佐賀県佐賀市金立町大字金立2339番地2

## 学部
- 小学部
- 中学部
- 高等部（高等部は普通科だが、商業系の勉強や、家庭科に重きを置いている）
- 訪問教育（「東佐賀病院」や、「佐賀整肢学園」に訪問教育がある）

## 校訓
- 「明るく･正しく･逞しく」

## 沿革
- 1960年：「佐賀整肢学園」開園に伴い、佐賀市立金立小学校･中学校の「分教室」として肢体不自由児教育開始
- 1967年：「佐賀県立養護学校」として現在の場所に開設。それまでの「分教室」は、「佐賀県立養護学校」の「分教室」となる。
- 1971年：「高等部」が開設される。
- 1973年：「佐賀県立金立養護学校」と校名を改称。
- 1979年：養護学校義務制施行。「小学部」訪問教育開始。
- 1981年：訪問教育を「分教室」へ移動。
- 1982年：「分教室」新校舎完成にともない、「分教室」の呼称を「整肢学園分校舎」に変更。
- 1994年：「高等部」重複障害学級設置。
- 2000年：「高等部」訪問教育開始。
- 2011年：「佐賀県立金立特別支援学校」と校名を改称。

## 分校舎
- 「本校舎」に隣接している「分校舎」には、「佐賀整肢学園」の園児が通学している。

### 学科
- 小学部
- 中学部
- 訪問教育

※高等部からは、本校舎で一緒に勉強したり、遠方の生徒は地元に近い特別支援学校に転校したりする。